# Haematopota chekiangensis
Haematopota chekiangensis är en tvåvingeart som beskrevs av Ouchi 1940. Haematopota chekiangensis ingår i släktet Haematopota och familjen bromsar. Inga underarter finns listade i Catalogue of Life.